# キャロル久末
キャロル久末（キャロルひさすえ、1958年9月3日 - ）はDJ、コラムニスト。
東京都出身。国際基督教大学卒業。

## 人物
「ニュースステーション」のコーナー「カウントダウンJAPAN」でナレーションを務め、名を広めた。
J-WAVEの初期のオーディションで合格後、開局当時のJ-WAVEで帯番組のナビゲーターを務めるなど、ラジオの世界で活躍。InterFMにてDJとして活躍し始めてからは、毎年のようにフジ・ロック・フェスティバルから執筆や中継などを務めた。バイリンガルDJ。なお、2004年ごろからラジオDJは休業しており、著述業に専念するとともに、海外で生活している。

## 出演番組

### テレビ
- クイズタイムショック（1989年10月 - 1990年3月、テレビ朝日系）
- P-STOCK（フジテレビ系）[2]

### ラジオ
- とことん40代以上のための映画音楽 (NHK-FM)
- RHYTHM OF THE 80's（KBCラジオ）[1]
- ポップス・イン・デイリー（FM東京）[1]
- J's Calling (J-WAVE）
- SOUND PATIO（J-WAVE）
- ROCKIN' AMERICA（J-WAVE）
- URBAN COLORS（J-WAVE）
- ‘AZ' THEATER（J-WAVE）
- SATURDAY ROUNDABOUT~CANTARE,MANGIARE（J-WAVE）
- THE VILLAGE（J-WAVE）
- Rock Unlimited（Inter FM）
- ビクトリア MASTERMIX RADIO（FM横浜）[1]
- RADIO-X(NACK5)
- MTV UP&COMING（NACK5）
- ROCK COMPANY（FM愛媛）[1]